# Flèche wallonne 1986
La Flèche wallonne 1986, 50e édition de la course, a lieu le 16 avril 1986 sur un parcours de 248 km. La victoire revient au Français Laurent Fignon, qui termine la course en 6 h 24 min 39 s, devant le Danois Kim Andersen, initiateur de l'échappée décisive (puis déclassé) et son compatriote Jean-Claude Leclercq.
Sur la ligne d’arrivée du mur de Huy, 66 des 230 coureurs au départ à Spa ont terminé la course.

## Classement final
Le classement des dix premiers s'établit comme suit, après déclassement, pour dopage, de Kim Andersen, initialement deuxième :
| #  | Coureur              | Équipe                     |    | Temps           |
| -- | -------------------- | -------------------------- | -- | --------------- |
| 1  | Laurent Fignon       | Système U                  | en | 6 h 24 min 39 s |
| 2  | Kim Andersen         | La Vie claire-Wonder-Radar | à  | 1 min 34 s      |
| 2  | Jean-Claude Leclercq | KAS-Canal 10               | à  | 3 min 0 s       |
| 3  | Claude Criquielion   | Hitachi-Marc-Splendor      | à  | 3 min 7 s       |
| 4  | Greg LeMond          | La Vie claire-Wonder-Radar | à  | 3 min 9 s       |
| 5  | Sean Kelly           | KAS-Canal 10               | à  | 3 min 12 s      |
| 6  | Joop Zoetemelk       | Kwantum-Decosol-Yoko       | à  | 3 min 14 s      |
| 7  | Steven Rooks         | PDM-Ultima-Concorde        | à  | 3 min 19 s      |
| 8  | Rolf Gölz            | Del Tongo-Colnago          | à  | 3 min 20 s      |
| 9  | Johan van der Velde  | Panasonic-Merckx-Agu       | à  | 3 min 21 s      |
| 10 | Charly Mottet        | Système U                  | à  | 3 min 30 s      |